# Ulieș, Harghita
Ulieș (în maghiară Kányád) este satul de reședință al comunei cu același nume din județul Harghita, Transilvania, România.

## Vezi și
- Biserica reformată din Ulieș

## Galerie foto

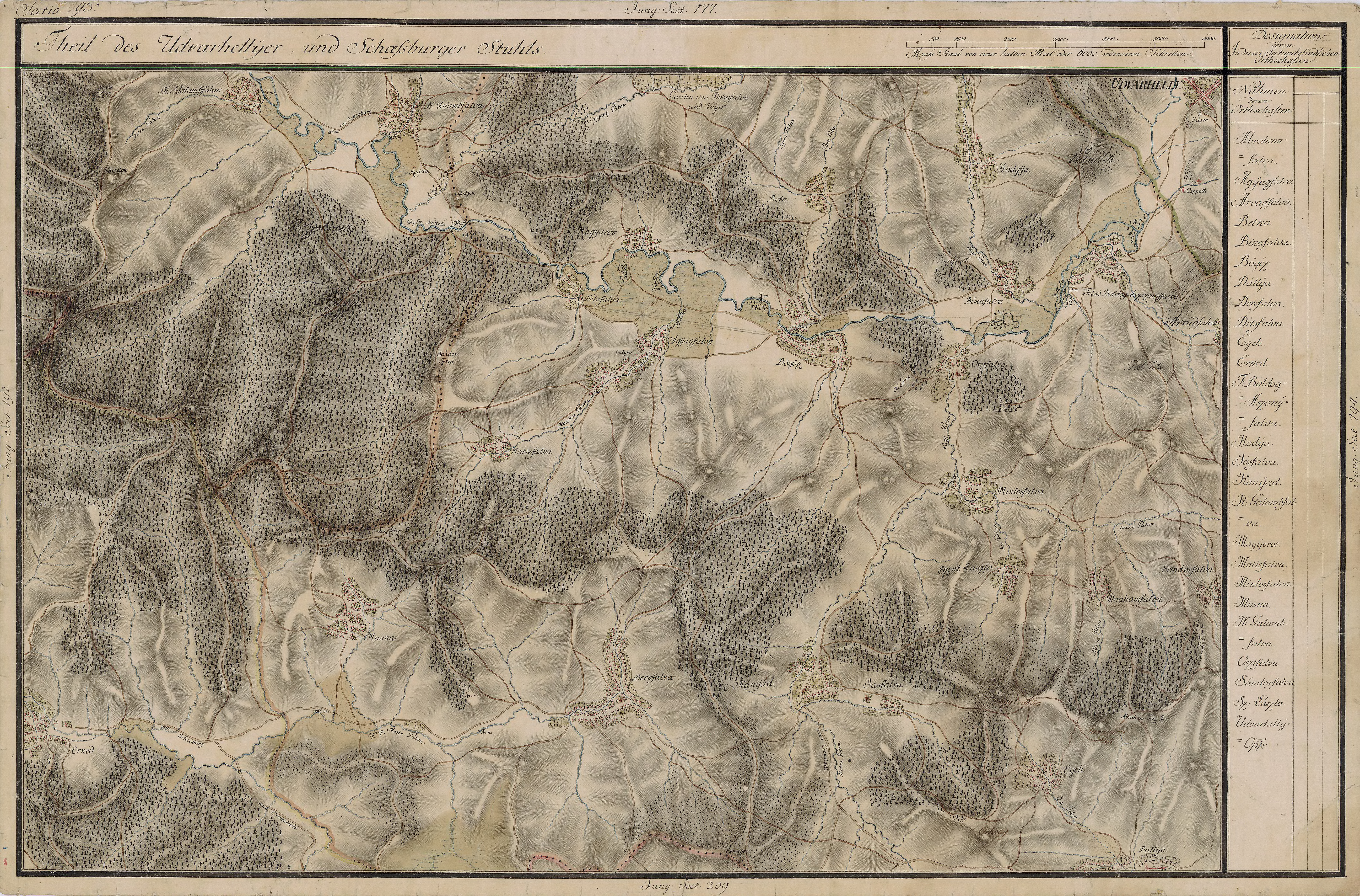
Ulieş în Harta Iosefină a Transilvaniei, 1769-73
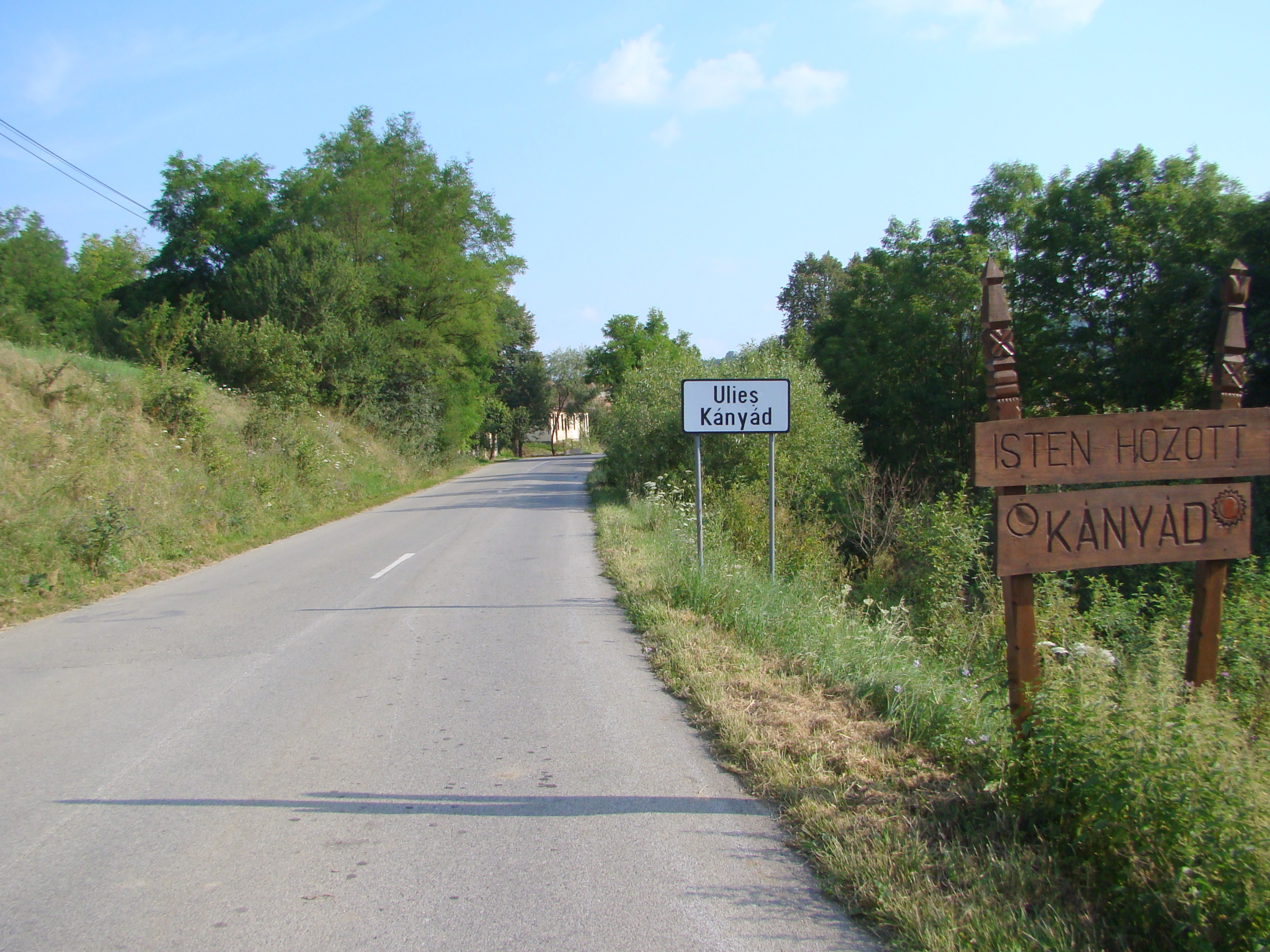
Intrarea în localitate
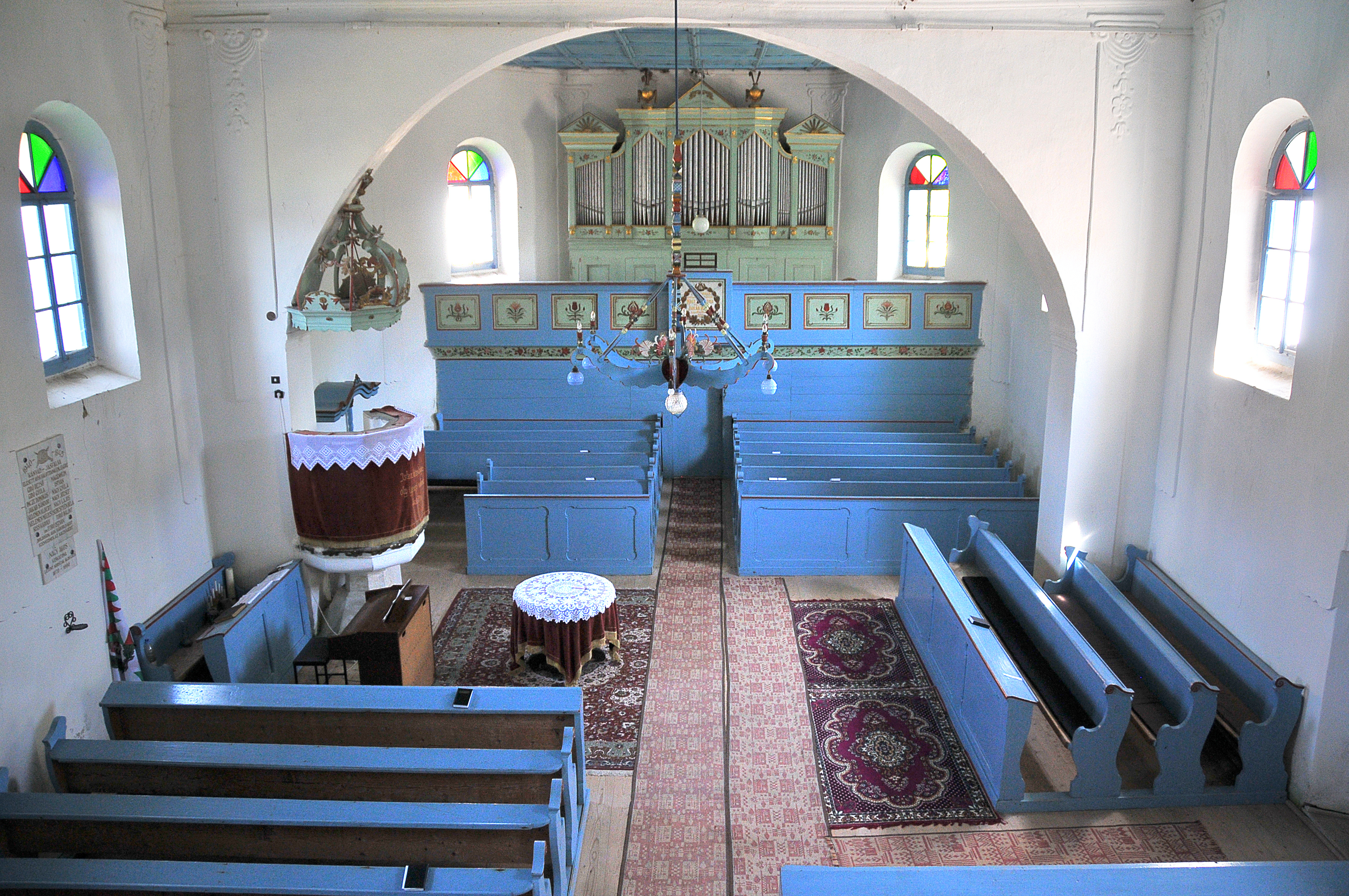
Biserica reformată (monument istoric)
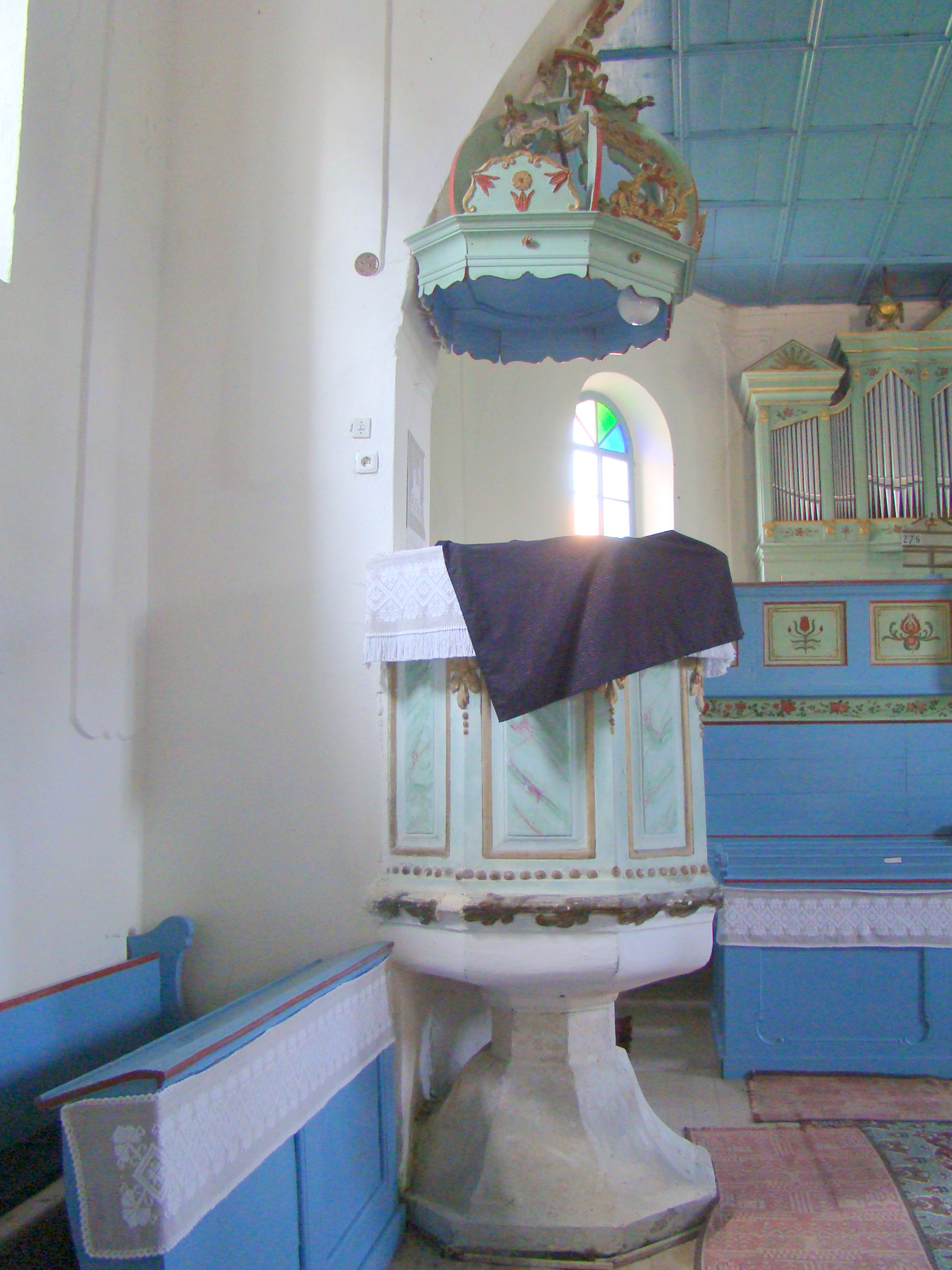
Amvonul
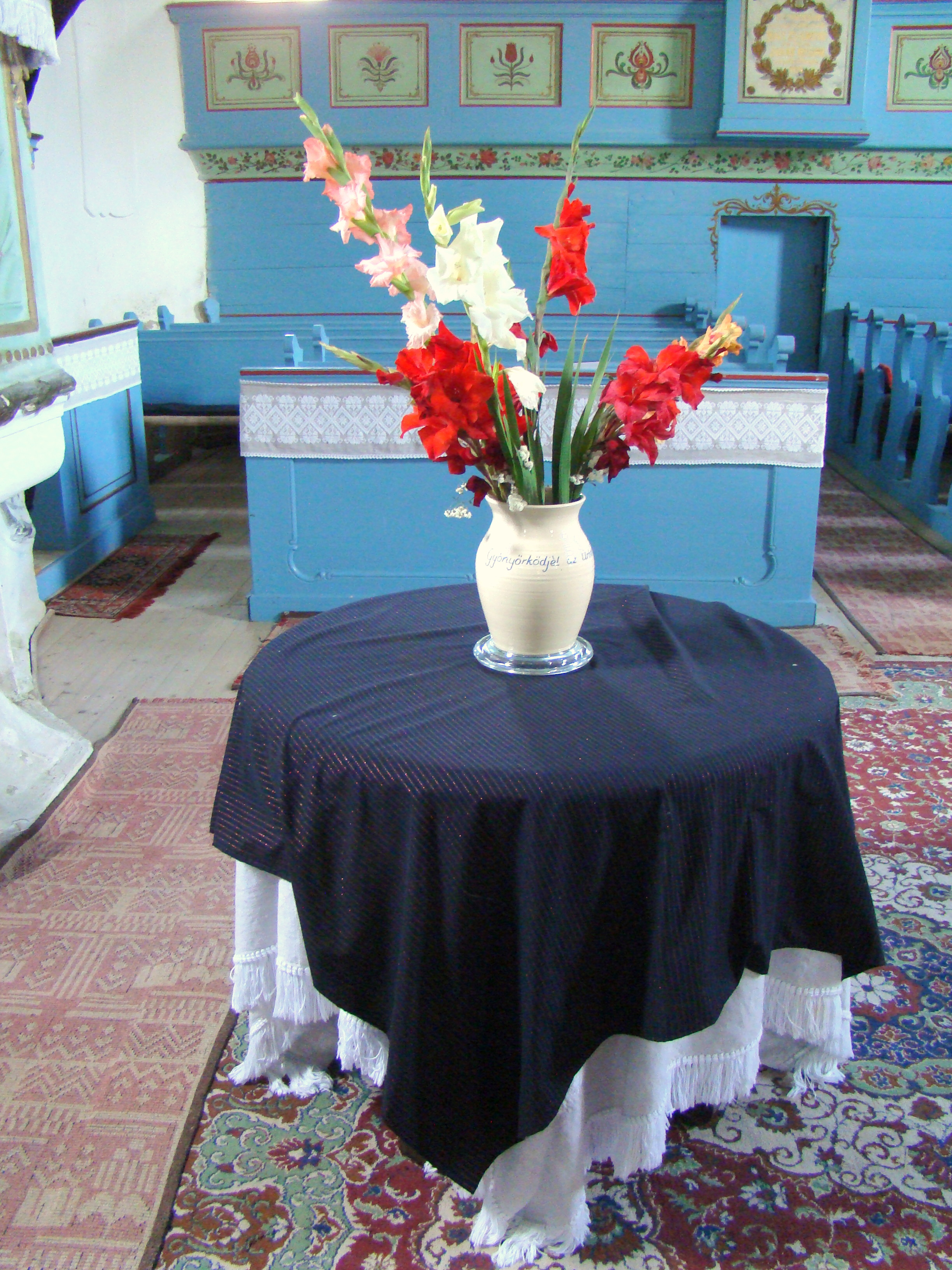
Masa Domnului